# 聖母代禱教堂
聖母代禱教堂是位於亞美尼亞首都葉里溫的一座俄羅斯正教會的教堂。聖母代禱教堂始建於1912年。蘇聯時期教堂被關閉，改為倉庫。亞美尼亞1991年獨立之後，聖母代禱教堂重新開放。2012年，聖母代禱教堂迎來了其奉獻100週年。